# Universitat Cornell
La Universitat Cornell és una institució d'educació superior localitzada a Ithaca, una petita ciutat universitària a l'oest de l'estat de Nova York, als Estats Units. Va ser fundada en 1865 per Ezra Cornell, un home de negocis i pioner en la indústria del telègraf, i per Andrew Dickson White, diplomàtic i mestre. Tots dos tenien l'objectiu de crear un centre d'estudis obert a tothom, sense distincions de classe, religió o sexe, i per tal d'avançar en la recerca en totes les àrees. D'aquí es deriva un eslògan que ha definit la missió de la Universitat des d'aleshores: «...any person...any study» ('qualsevol persona, qualsevol estudi').
Encara que algunes de les escoles integrades a Cornell reben finançament de l'Estat de Nova York, la Universitat és privada i com a tal, és membre de l'Ivy League. Aquesta associació universitària, en un principi una lliga esportiva, aplega avui vuit de les universitats més prestigioses del món, les quals destaquen per l'èxit professional dels seus alumnes, dotacions financeres multimilionàries i percentatges d'admissió extremadament baixos. Dins de l'Ivy League, Cornell és la universitat amb més estudiants de pregrau i la menys selectiva.
La Universitat Cornell és coneguda per la ubicació del seu campus, en una zona de gran bellesa natural, per la diversitat dels estudis que proposa, amb vuit escoles de pregrau i més de sis de postgrau, i per la seva comunitat d'exalumnes, entre els quals es poden comptar nombrosos Premis Nobel, acadèmics, atletes olímpics i multimilionaris. La recerca de Cornell en àrees com l'astronomia també ha contribuït al prestigi de la institució, sovint classificada entre les vint millors del món als rànquings més citats.
La Universitat Cornell ha estat coeducacional i no-sectària des de la seva fundació, a diferència de les altres institucions Ivy League.
Durant els anys seixanta va travessar un període de dificultats marcat per un alt volum de protestes i incidents com l'incendi de 1967, on van perdre la vida vuit estudiants i un professor.
Avui en dia, Cornell és una universitat altament internacionalitzada, amb un nou campus inaugurat el 2004 a Qatar. Cornell proposa una àmplia oferta d'assignatures i escoles úniques a l'Ivy League, com la d'hoteleria. La vida estudiant es veu definida, en part, per la llarga història de Cornell, a través de la qual ha acumulat tradicions que encara es mantenen, com el "Dia del Drac", el Concert de les Campanades (Chimes Concert), el dia de tornada dels exalumnes (Homecoming), o el darrer dia de classes, anomenat Slope Day o dia del pendent.

## Història
La Universitat Cornell, fundada el 1865 a Ithaca, Nova York, va sorgir de la col·laboració entre l'empresari i filantrop Ezra Cornell i el polític i acadèmic Andrew Dickson White. Com a institució de concessió de terres establerta sota la Morrill Land-Grant Act de 1862, va ser dissenyada per combinar l'educació pràctica en camps com l'agricultura i l'enginyeria amb els estudis clàssics, diferenciant-se d'altres universitats de la seva època. La visió fundacional, encapsulada en el lema "qualsevol persona en qualsevol estudi", posava èmfasi en la inclusivitat i la llibertat acadèmica, donant forma a la identitat progressista i integral de Cornell.
En els seus primers anys, Cornell va experimentar una ràpida expansió, consolidant-se com una institució líder amb fortaleses en agricultura, ciències veterinàries i enginyeria. Els seus programes d’Extensió Cooperativa van tenir un paper clau en l’avenç del desenvolupament agrícola, connectant la investigació científica amb els agricultors i les comunitats locals. A finals del segle XIX i principis del segle xx, Cornell s'havia convertit en una de les principals universitats de recerca del país.
La universitat ha estat un centre d’innovacions científiques i tecnològiques, com el desenvolupament de la maniobra de Heimlich per l’alumne Henry Heimlich i els avenços en imants superconductors per a acceleradors de partícules. La seva escola de medicina a la ciutat de Nova York ha fet contribucions notables a la investigació biomèdica, mentre que altres iniciatives de Cornell han impulsat avenços en l'exploració espacial, l'ecologia i la robòtica.
Cornell també ha tingut un paper destacat en la història social, especialment durant el moviment pels drets civils de la dècada de 1960. L’ocupació de Willard Straight Hall l’any 1969 per estudiants negres, que protestaven contra la desigualtat racial i la resposta insuficient de la universitat a incidents racistes, va ser un moment clau. La protesta, liderada per l’Afro-American Society, va resultar en un major suport als estudiants afroamericans i la creació del Centre d'Estudis i Investigació Africana. Aquest esdeveniment va destacar els problemes racials en l'educació superior i va marcar un canvi en el compromís de Cornell amb la diversitat i la inclusió.
Des de llavors, Cornell ha treballat per abordar les disparitats racials i fomentar un campus més inclusiu mitjançant beques, programes de mentoratge i iniciatives que donen suport a grups subrepresentats. El seu compromís continuat amb la diversitat, la reforma social i l’excel·lència acadèmica ha consolidat la reputació de Cornell com a líder en l'educació superior nord-americana i la innovació global.

## Campus
Cornell compta amb diversos campus i centres deslocalitzats, tot i que el campus principal es troba a Ithaca, una ciutat universitària a la Nova York rural.
El campus d'Ithaca es pot dividir a grans trets entre el campus central, on es troben edificis icònics com la Torre McGraw (des d'on es fa el Chimes Concert) o la Biblioteca Uris, el campus nord, on hi ha les residències de primer any, i el campus oest, on viuen estudiants de segon, tercer i quart.
A més, Cornell compta amb un campus tecnològic a Roosevelt Island i un campus mèdic a l'Upper East Side, tots dos al borough de Manhattan (Nova York).

## Perfil acadèmic

### Rànquings
| Publicació               | Posició |
| ------------------------ | ------- |
| Forbes                   | 13      |
| Times Higher Education   | 9       |
| US News and World Report | 17      |
| Washington Monthly       | 25      |

| Publicació                                    | Posició |
| --------------------------------------------- | ------- |
| Academic Ranking of World Universities (ARWU) | 12      |
| QS                                            | 21      |
| Times Higher Education                        | 19      |
| US News and World Report                      | 22      |

## Professors
- Miquel Ventura i Balanyà, filòleg occitanista reusenc
- Joan Ramon Resina, filòleg barceloní
- Carl Sagan, astrofísic i divulgador científic
- Arthur Farwell (de 1899 a 1901), compositor de Minnesota.
- Daniel Willard Fiske, bibliotecari, especialista en llengua i cultura islandesa.